# Brot (1930)
Brot (ukrainisch Хліб, Chlib) ist ein Film von Mykola Schpykowskyj von 1929 über die Kollektivierung der Landwirtschaft in der Ukraine. Er wurde bald verboten und erst 2013 wieder aufgeführt. Er wurde 2021 an 25. Stelle der wichtigsten Filme des ukrainischen Kinos gewählt.

## Inhalt
Ein junger Rotarmist kehrt in sein Dorf zurück. Er bestellt die Felder eines enteigneten Großbauern (Kulak) mit dessen Saatgut. Sein Vater lehnt dieses zunächst ab, da  gestohlenes Getreide auf gestohlenem Land keinen Segen bringe. Nachdem die Ernte gut war, ändert er jedoch seine Meinung.

## Hintergründe
Der Film beschreibt die Enteignungen in der Landwirtschaft in der Ukraine im Jahr 1920, drei Jahre nach der  Oktoberrevolution. Er war angeregt  durch die noch schärferen Repressionen gegen Großbauern (Kulaken) im Jahre 1929.
Mykola Schpykowskyj hatte seit 1925  einige Komödien gedreht, von denen aber besonders die Satire Schkurnyk kurz zuvor auf heftige Kritik gestoßen war   und verboten wurde. Brot wurde 1930 zwar auf einem sowjetischen Filmfestival gezeigt, danach aber wegen falscher politischer Sichtweise auf diese Problematik ebenfalls verboten.  Mykola Schpykowskyj drehte seitdem über Jahre lang keine Filme mehr und schrieb nur noch Drehbücher und Texte.
Der Film wurde erst 2013 in Odessa in restaurierter Fassung wiederaufgeführt. Seitdem wurde er auch  in Russland, Weißrussland, Polen,  Italien und weiteren Ländern gezeigt,   2017 im Zeughauskino in Berlin.

## Bedeutung
Brot beeindruckt durch seine ungewöhnlichen konstruktivistischen Bilder. 

„„Khlib“ ist ein teils delirant-minimalistisches Meisterwerk. Zentrale Szene des Films ist eine Aufnahme aus der Vogelperspektive, wie das Land eines Grundbesitzers mit einem Pflug diagonal geteilt wird.“

Der Film blieb lange unbekannt. Es gibt einige inhaltliche und  formale Parallelen zum berühmten Erde von Alexander Dowschenko aus dem gleichen Jahr.
Mykola Schpykowskyj gilt inzwischen als einer der wichtigsten ukrainischen Regisseure des 20. Jahrhunderts, besonders wegen dieses Films und Schkurnyk.